# Garrulaxe géant
Ianthocincla maximus
Espèce
Statut de conservation UICN

 LC  : Préoccupation mineure
Le Garrulaxe géant (Ianthocincla maximus) est une espèce de passereaux de la famille des Leiothrichidae. D'après Alan P. Peterson, c'est une espèce monotypique.

## Répartition
Cet oiseau vit dans le centre/sud de la Chine.

## Habitat
Il habite les forêts tempérées.